# Michéle
Michéle je píseň nahraná roku 1976 francouzským zpěvákem Gérardem Lenormanem.
Píseň byla vydaná na pátém albu s názvem Drôles de chansons ve společnosti CBS Records. Ve stejném roku byla vydaná i jako singl spolu s písní Et je t'aime. Autorem hudby je Michel Cywie a textařem Didier Barbelivien.
Roku 1978 nazpívala tuto píseň s názvem Čas na prázdniny s českým textem Jiřiny Fikejzové šansoniérka Hana Hegerová. Byla umístěna na albu se singlem Krásně sis to vymyslel. Byla umístěna i na jejím posledním albu Mlýnské kolo v srdci mém.